# گره (فیزیک)

یک موج ایستاده. نقاط قرمز همان گره‌ها هستند

یک گره به مکان هندسی یک نقطه در طول موج ایستاده می‌گویند که در آن دامنه موج حداقل است. به عنوان مثال، در یک رشته سیم مرتعش گیتار، در انتهای هر رشته سیم یک گره وجود دارد؛ که گیتاریست با تغییر مکان دستش روی سیم‌ها جایگاه گره‌ها را تغییر داده و نوای جدیدی می‌سازد.

نقطهٔ مقابل گره در فیزیک پاد-گره یا شکم نام دارد که در بالاترین مکان موج ایستایی است که دقیقاً در وسط دو گره جای می‌گیرد.

## توضیح
موج ایستاده زمانی تشکیل می‌شود که دو موج سینوسی با فرکانس‌های یکسان و در جهت‌های مخالف و در فضای مشابه با یکدیگر تداخل پیدا می‌کنند.

الگوی تداخل دو موج (از بالا به پایین). نقطه گره را نشان می‌دهد.

فرض کنید که دو چشمهٔ موج با دامنه و بسامد یکسان A و f یکی در ابتدا و دیگری در انتهای یک طناب کشیده شده، شروع به نوسان کرده و نوسان‌هایی هم راستا ایجاد کنند. موج‌های حاصل از این دو چشمهٔ یکسان، به سوی یکدیگر، منتشر می‌شوند. وقتی هر یک از دو موج در تمام طناب گسترده شده باشد، به هر جزء طناب در هر لحظه دو موج می‌رسد. بنا بر اصل برهم نهی، جابه جای هر جزء طناب در هر لحظه، برابر برآیند جابه جایی‌هایی است که هر یک از دو موج در آن لحظه در آن جزء ایجاد می‌کنند. از برهم نهی چنین دو موجی در طناب شکل خاصی به وجود می‌آید که به آن موج ایستاده گفته می‌شود.
در یک موج ایستاده گره‌ها به یک سری از نقاط در فواصل زمانی به همان اندازه فاصله است که در آن دامنه موج (حرکت) صفر است (رجوع کنید به انیمیشن بالا). در این نقاط دو موج در فاز مخالف به هم رسیده و یکدیگر را خنثی می‌کنند، که در فواصل نیم طول موج (λ / ۲) رخ می‌دهد. میدوی بین هر جفت از گره‌ها به مکان‌های که در آن دامنه حداکثر است. این دامنه‌های حداکثر با عنوان شکم یا پاد-گره شناخته می‌شوند.